# غابة بولونيا (المتن)
غابة بولونيا هي إحدى القرى اللبنانية من قرى قضاء المتن في محافظة جبل لبنان.
كانت بولونيا تسمّى قديمًا "القطّارة" لأنّهم كانوا يجلبون التّراب الغنيّ بأكاسيد الحديد من بلدة مرجبا المجاورة ل "تقطيره" في بولونيا. عام 1942، أصدر مرسوم 434 الّذي يحمي موقع غابة بولونيا. كانت منطقة اصطياف جدًّا مهمّة خاصّةً في أواخر السّتّينيّات و أوائل السّبعينيّات قبل الحرب الأهليّة اللّبنانيّة. أمام مبنى البلديّة الحاليّ، لا يزال يوجد بقايا خان، و هو كان كناية عن بيت قديم سقفه تراب يستأجره من كانوا ينقلون الطّعام على الجمال من زحلة إلى بيروت كي يرتاحوا و يناموا فيه لليلة.

## الفنادق و المقاهي القديمة
·       Grand Hôtel Bois de Boulogne: عام 1930، افتتح فندق غابة بولونيا لصاحبه السّيّد جورج غسطين و هو لا يزال شغّالًا حتّى اليوم. و كانوا يأتون بفنّانين من لبنان و أوروبا لإقامة الحفلات فيه. 
·       Château du bois: كان مطعمًا شرقيًّا و غربيًّا و نادٍ ليليّ. أغلق نتيجة الحرب الأهليّة اللّبنانيّة. حجره معمول على اليد و قد كلّف كلّ حجر ليرة ذهب.
·       فندق و قهوة سماحة: كان ينظّم في القهوة قديمًا bal d’enfant كلّ يوم خميس عند الخامسة من بعد الظّهر، و حفلة زجل أو طرب كل يوم سبت.